# أوتيس كلاي
أوتيس كلاي (بالإنجليزية: Otis Clay) هو مغن مؤلف وموسيقي ومغني أمريكي، ولد في 11 فبراير 1942 في Waxhaw, Mississippi ‏ في الولايات المتحدة، وتوفي في 8 يناير 2016 في شيكاغو في الولايات المتحدة بسبب نوبة قلبية.

## وصلات خارجية
- الموقع الرسمي
- أوتيس كلاي على موقع IMDb (الإنجليزية)
- أوتيس كلاي على موقع ميوزك برينز (الإنجليزية)
- أوتيس كلاي على موقع أول ميوزيك (الإنجليزية)
- أوتيس كلاي على موقع ديسكوغز (الإنجليزية)